# 格雷斯岩
格雷斯岩（英語：Grace Rocks），是南極洲的岩石，位於瑪麗皇后地，處於阿普費爾冰川終點南面，根據美國海軍拍攝的空中照片繪入地圖，現時由南極條約體系管理。